# Caddo Lake
Caddo Lake es una película de suspenso estadounidense escrita y dirigida por Celine Held y Logan George. Está protagonizada por Dylan O'Brien y Eliza Scanlen. M. Night Shyamalan se desempeña como productor a través de su empresa Blinding Edge Pictures.

## Premisa
Después de que una niña de ocho años desaparece misteriosamente, comienzan a formarse conexiones entre muertes pasadas y desapariciones en Caddo Lake.

## Reparto
- Dylan O'Brien como Paris
- Eliza Scanlen como Ellie
- Caroline Falk como Anna
- Lauren Ambrose como Celeste
- Eric Lange como Daniel
- Sam Hennings como Ben
- Diana Hopper como Cee

## Producción
Caddo Lake es una película de suspenso escrita y dirigida por el dúo cinematográfico Celine Held y Logan George. En agosto de 2021, Dylan O'Brien y Eliza Scanlen estaban en conversaciones para protagonizar la película, luego titulada Vanishings, y se lanzó una convocatoria de casting, que reveló que M. Night Shyamalan produciría bajo su sello de producción Blinding Edge Pictures. En octubre de 2021, O'Brien y Scanlen protagonizarían la película, que había sido retitulada como The Vanishings at Caddo Lake, y Lauren Ambrose, Eric Lange, Sam Hennings y Diana Hopper se habían unido al elenco, y el rodaje comenzó el 4 de octubre en Shreveport, Luisiana. Held y George buscaron entre los lugareños vehículos específicos del período 1998-2004 para producir una sensación auténtica en la comunidad de la historia. El rodaje concluyó el 18 de noviembre de 2021. En mayo de 2023, la película pasó a llamarse Caddo Lake.